# Křižíkova (metrostation)
Křižíkova is een metrostation in de Tsjechische hoofdstad Praag aan lijn B. Het station werd geopend in 1990. In 2002 had het station erg te lijden van de overstroming van de rivier de Moldau. Het station is vernoemd naar de Tsjech František Křižík, een elektrotechnisch ingenieur en ondernemer die zijn fabriek had nabij dit station.
Černý Most · Rajská zahrada · Hloubětín · Kolbenova · Vysočanská · Českomoravská · Palmovka · Invalidovna · Křižíkova · Florenc · Náměstí Republiky · Můstek · Národní třída · Karlovo náměstí · Anděl · Smíchovské nádraží · Radlická · Jinonice · Nové Butovice · Hůrka · Lužiny · Luka · Stodůlky · Zličín